# Фоконье-э-ла-Мер
Фоконье́-э-ла-Мер (фр. Faucogney-et-la-Mer) — коммуна во Франции, находится в регионе Франш-Конте. Департамент — Верхняя Сона. Административный центр кантона Фоконье-э-ла-Мер. Округ коммуны — Люр.
Код INSEE коммуны — 70227.

## География
Коммуна расположена приблизительно в 340 км к востоку от Парижа, в 80 км северо-восточнее Безансона, в 40 км к северо-востоку от Везуля.
По территории коммуны протекает река Брёшен, есть много озёр. Большая часть территории коммуны покрыта лесами.

## Население
Население коммуны на 2010 год составляло 589 человек.
| 1962 | 1968 | 1975 | 1982 | 1990 | 1999 | 2010 |
| ---- | ---- | ---- | ---- | ---- | ---- | ---- |
| 799  | 782  | 786  | 750  | 686  | 623  | 589  |

## Администрация
| Период | Период | Фамилия     | Партия | Примечания |
| ------ | ------ | ----------- | ------ | ---------- |
| 1947   | 1971   | Жорж Жером  |        |            |
| 1971   | 1983   | Робер Жоб   |        |            |
| 1983   | 2001   | Робер Жирар |        |            |
| 2001   | 2014   | Лоран Сеген |        |            |

## Экономика
В 2010 году среди 385 человек трудоспособного возраста (15-64 лет) 282 были экономически активными, 103 — неактивными (показатель активности — 73,2 %, в 1999 году было 69,8 %). Из 282 активных жителей работали 228 человек (123 мужчины и 105 женщин), безработных было 54 (26 мужчин и 28 женщин). Среди 103 неактивных 16 человек были учениками или студентами, 52 — пенсионерами, 35 были неактивными по другим причинам.

## Достопримечательности
- Церковь Св. Мартина. Исторический памятник с 1944 года[3]
- Церковь Св. Георгия (XVIII век). Исторический памятник с 1979 года[4]
- Фортификационные сооружения (XV век). Исторический памятник с 1983 года[5]
- Фонтан (1766 год). Исторический памятник с 1992 года[6]
- Придорожное распятие (1611 год). Исторический памятник с 1989 года[7]

## Фотогалерея

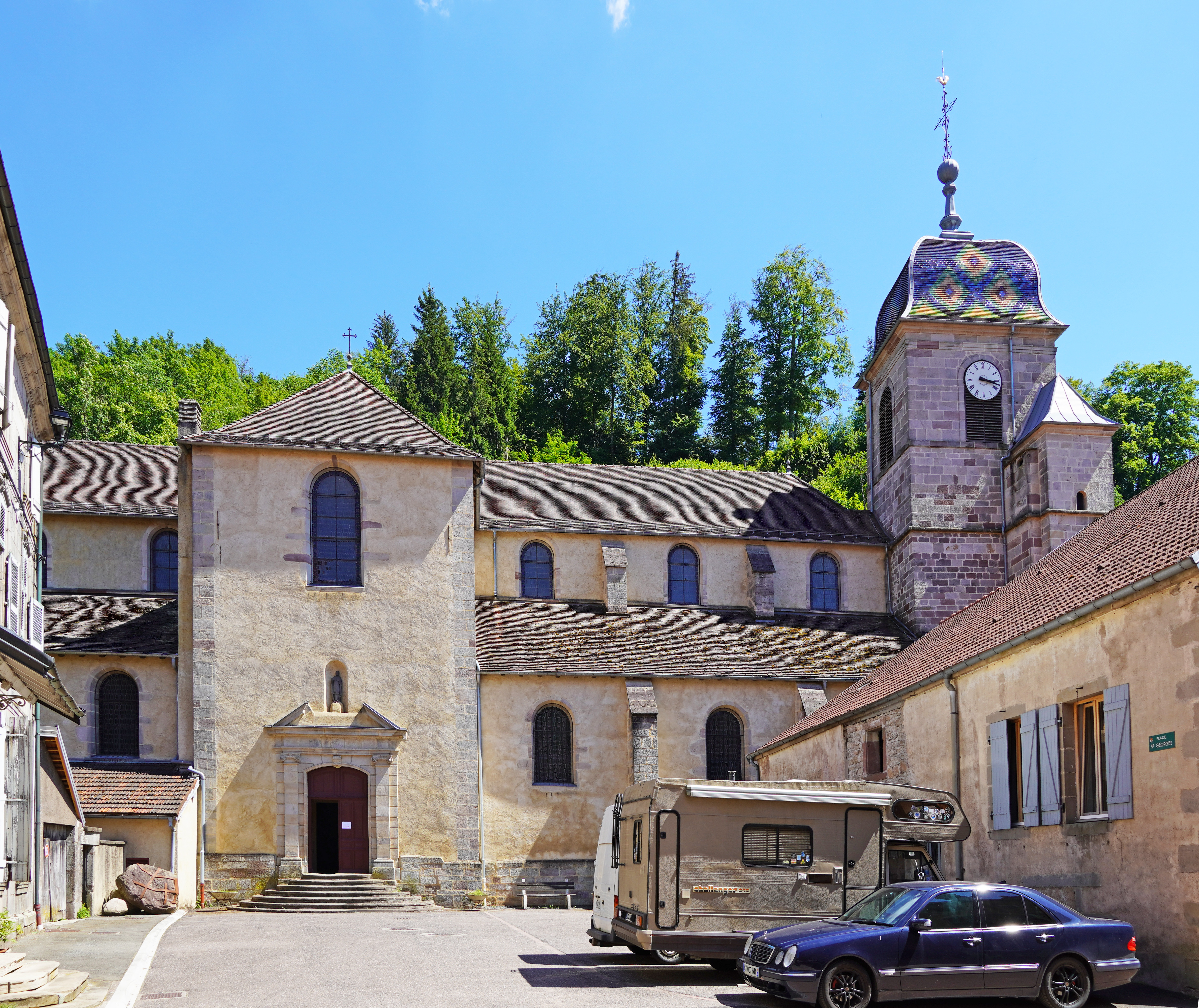
Церковь Св. Георгия
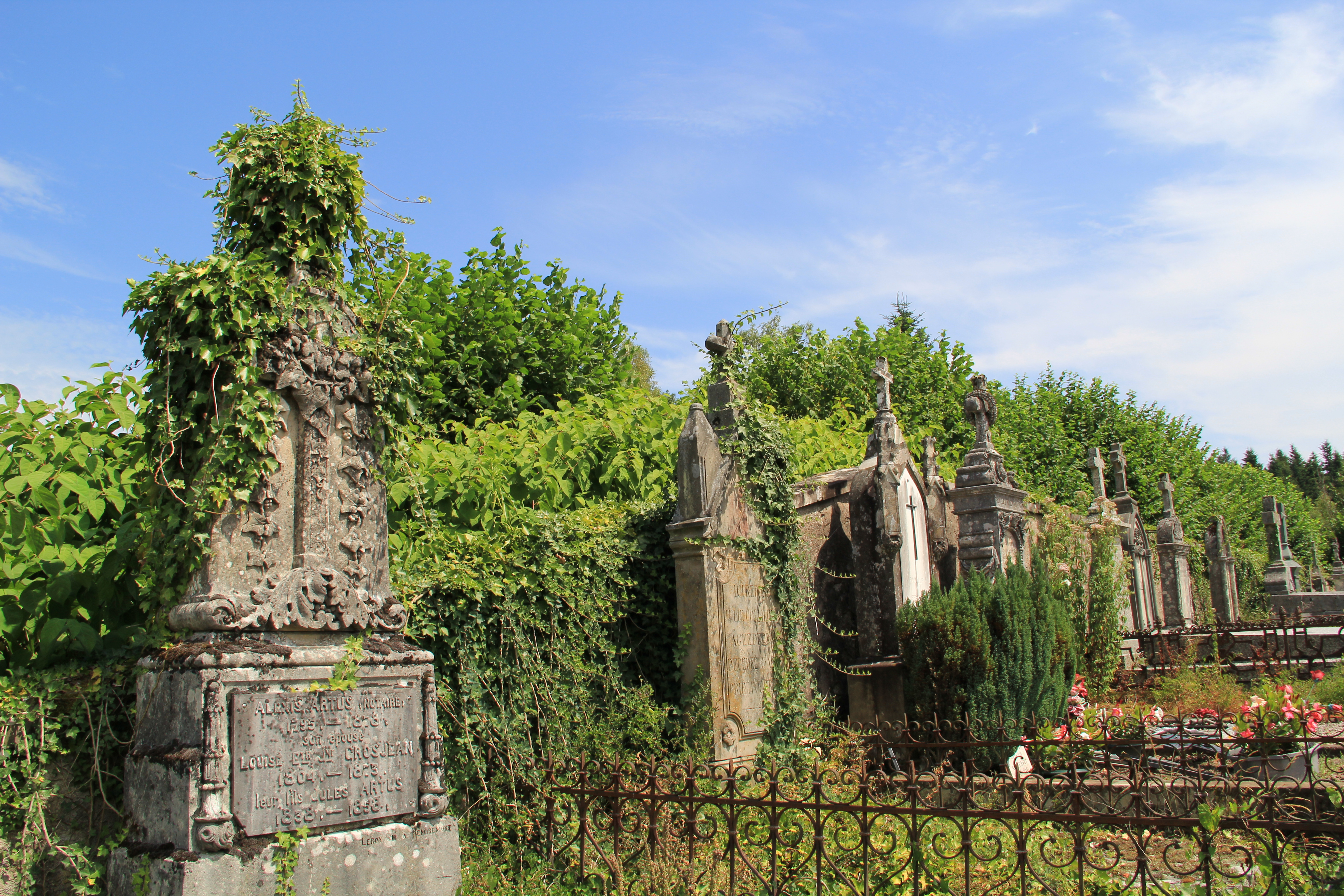
Кладбище у церкви Св. Мартина
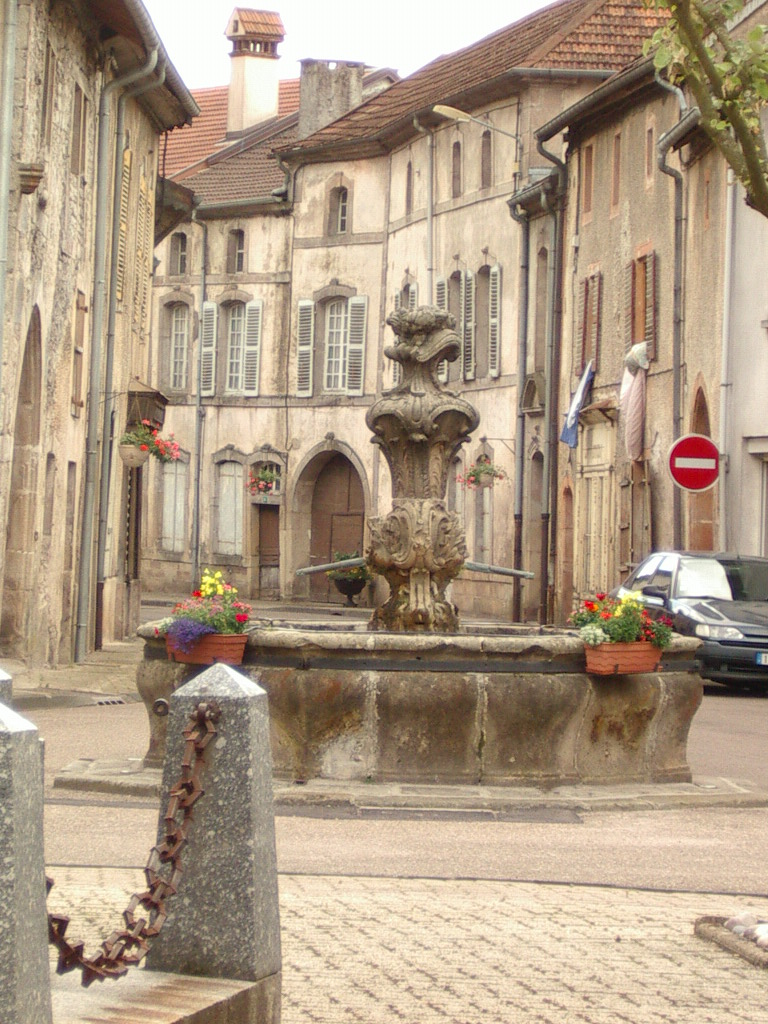
Фонтан
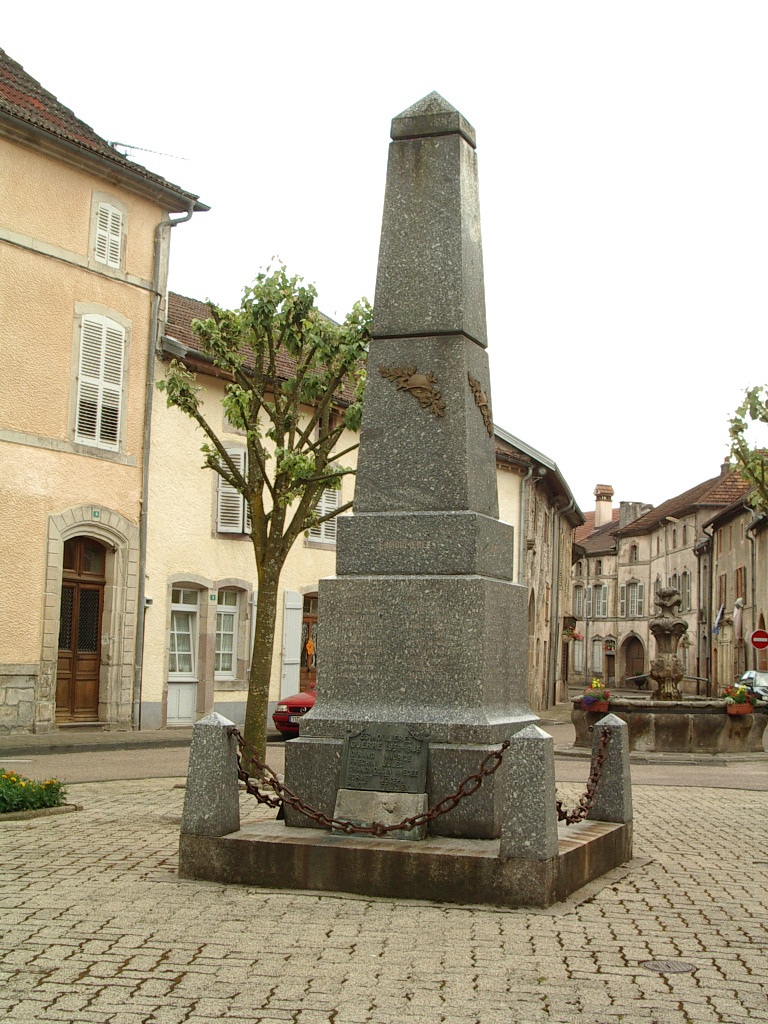
Военный мемориал